# LadBaby
Марк Ян Хойл (родился 12 апреля 1987 года) — британский блогер и музыкант, широко известный под своим интернет-псевдонимом LadBaby, является британским графическим дизайнером, блогером по стилю жизни, автором детских бестселлеров и ютубером из Ноттингема, Англия. Его видеоконтент сфокусирован на его отцовском опыте и снят вместе с его женой, Роксанной Зи Хойл.
Пара супругов-блогеров также стала известна после того, как они стали третьим коллективом в истории, получившим три рождественских сингла номер один подряд. Их комедийные версии синглов «We Built This City» (2018), «I Love Sausage Rolls» (2019) и «Don’t Stop Me Eatin'» (2020) занимали первые места в официальном хит-параде Великобритании в рождественские дни три года подряд. Ранее по три рождественских чарттоппера подряд имели только два исполнителя: The Beatles (1963, 1964, 1965; и ещё 1967) и Spice Girls (1996, 1997, 1998). А в 2021 и 2022 годах супружеская пара превысила их достижение с четвёртым и пятым подряд рождественскими чарттопперами: «Sausage Rolls for Everyone» (2021) и «Food Aid» (2022).

## Биография
Марк Ян Хойл (Mark Ian Hoyle, родился 12 апреля 1987) женился на Роксанне Зи Хойл (Roxanne Zee Hoyle, née Messenger) в мае 2005 года после совместного побега-путешествия в Лас-Вегас У них два сына, Phoenix Forest и Kobe Notts, родившиеся в 2016 и 2018, соответственно. Семья в настоящее время проживает в Ноттингеме, Англия. Пока Роксана была беременна их первым сыном, Марк создал блог под названием «LadBaby», в котором он задокументировал его повседневную жизнь после того как он впервые стал родителем.

## Дискография
Дискография LadBaby включает, в том числе, следующие релизы:

### Синглы
| Заглавие                                                           | Год  | Высшая позиция | Высшая позиция | Высшая позиция | Высшая позиция | Высшая позиция | Высшая позиция | Альбом             |
| Заглавие                                                           | Год  | UK             | AUS            | IRE            | NZ Hot         | SCO            | US Rock        | Альбом             |
| ------------------------------------------------------------------ | ---- | -------------- | -------------- | -------------- | -------------- | -------------- | -------------- | ------------------ |
| «We Built This City»                                               | 2018 | 1              | —              | —              | —              | 1              | 47             | неальбомные синглы |
| «I Love Sausage Rolls»                                             | 2019 | 1              | 100            | 59             | 20             | 1              | 10             | неальбомные синглы |
| «Don’t Stop Me Eatin’»                                             | 2020 | 1              | 64             | 93             | 12             | —              | 28             | неальбомные синглы |
| «Sausage Rolls for Everyone» (при участии Ed Sheeran и Elton John) | 2021 | 1              | 48             | 41             | 7              | —              | —              | неальбомные синглы |
| «Food Aid»                                                         | 2022 | 1              | —              | —              | 38             | —              | —              |                    |
| «—» прочерк означает отсутствие или неучастие в чарте.             |      |                |                |                |                |                |                |                    |